# Bom Jesus da Penha
Pour les articles homonymes, voir Bom Jesus.
Bom Jesus da Penha est une municipalité brésilienne de l'État du Minas Gerais et la microrégion de Passos.